# Vonovia
Vonovia — немецкая компания, крупнейший оператор рынка недвижимости Германии. Штаб-квартира находится в Бохуме (земля Северный Рейн-Вестфалия).

## История
Предшественниками компании являются три некоммерческиx организации по управлению жильём для рабочих: Gemeinnützige Aktien-Gesellschaft für Angestellten-Heimstätten (GAGFAH, основана в 1918 году), группа организаций железнодорoжных рабочих (начали образовываться в 1918 году) и Vereinigte Stahlwerke (основана в 1926 году). В конце 1980-х годов такие организации были лишены статуса некоммерческих, а в конце 1990-х годов началась их приватизация.
В 2001 году Terra Firma приобрела 64 тыс. квартир у Deutsche Bahn (Федеральных железных дорог Германии), в результате образовалась компания Deutsche Annington. В 2006 году был поглощён ещё один оператор недвижимости, Viterra AG. В 2013 году Deutsche Annington разместила свои акции на бирже.
В 2015 году произошло слияние Deutsche Annington с GAGFAH, объединённая компания получила название Vonovia. Затем компания вышла на рынок Австрии, купив в 2017 году фирму Conwert Immobilien, а в 2018 году BUWOG. Также в 2018 году был куплен шведский оператор недвижимости Victoria Park, а в следующем году присутствие в Швеции было расширено покупкой компании Hembla.
Vonovia уверенно лидировала на рынке жилой недвижимости в Германии, а в 2021 году ещё больше увеличила свою долю, поглотив ближайшего конкурента, Deutsche Wohnen.

## Деятельность
Vonovia занимается строительством, покупкой, продажей и сдачей в аренду жилой недвижимости, а также гаражей, паркомест и коммерческой недвижимости. В основном специализируется на недорогом жилье в крупных городах Германии, Австрии и Швеции. Поскольку рынок управления жилой недвижимостью очень фрагментирован, имея долю в Германии всего 2,1 % Vonovia намного опережает ближайших конкурентов.
По состоянию на 2022 год под управлением компании находилось 621,3 тыс. квартир, из них 548,5 тыс. — собственные, остальные — других владельцев. За год компанией было сдано в эксплуатацию 3749 новых квартир. Средняя арендная плата составляла 7,49 евро за м². Основная часть недвижимости компании находится в Германии (488 тыс. квартир, из них 144 тыс. в Берлине), также работает в Швеции (39 тыс. квартир) и Австрии (21 тыс. квартир).
В 2023 году Vonovia заняла 1044-е место в списке крупнейших публичных компаний мира Forbes Global 2000.
Компания является спонсором футбольного клуба «Бохум» и её стадиона «Воновия Рурштадион».